# Lijst van rijksmonumenten in Sint-Annaland
De plaats Sint-Annaland telt 10 inschrijvingen in het rijksmonumentenregister. Hieronder een overzicht.
| Object                                                                                   | Oorspronkelijke functie?  | Bouwjaar                     | Architect | Locatie              | Coördinaten?                 | Nr.?  | Afbeelding                                         |
| ---------------------------------------------------------------------------------------- | ------------------------- | ---------------------------- | --------- | -------------------- | ---------------------------- | ----- | -------------------------------------------------- |
| De Vier Winden                                                                           | Industrie- en poldermolen | 1847                         |           | Boogaardweg 4        | 51° 35' 59" NB, 4° 5' 52" OL | 35382 | Meer afbeeldingen                                  |
| Landzicht                                                                                | Boerderij                 | 1803                         |           | Breedenvlietsedijk 3 | 51° 35' 52" NB, 4° 4' 30" OL | 35383 | Meer afbeeldingen                                  |
| Standerdmolen Sint Annaland                                                              | Industrie- en poldermolen | 1684                         |           | Molendijk 54         | 51° 36' 11" NB, 4° 6' 9" OL  | 35384 | Meer afbeeldingen                                  |
| Huis met gecementeerde klokgevel met aanzetvoluten                                       | Woonhuis                  | 1695 (jaartalankers)         |           | Voorstraat 4         | 51° 36' 2" NB, 4° 6' 11" OL  | 35385 | Huis met gecementeerde klokgevel met aanzetvoluten |
| Pand met trapgevel                                                                       | Woonhuis                  | 1694                         |           | Voorstraat 6         | 51° 36' 2" NB, 4° 6' 11" OL  | 35386 | Pand met trapgevel                                 |
| Nonnetjeshuis                                                                            | Woonhuis                  | eerste helft van de 17e eeuw |           | Voorstraat 38        | 51° 36' 4" NB, 4° 6' 15" OL  | 35387 | Meer afbeeldingen                                  |
| Pand met eenvoudige klokgevel                                                            | Woonhuis                  | 1712                         |           | Voorstraat 43        | 51° 36' 5" NB, 4° 6' 15" OL  | 35388 | Pand met eenvoudige klokgevel                      |
| Nooit Gedacht                                                                            | Boerderij                 | 1662                         |           | Annavosdijkseweg 2   | 51° 36' 27" NB, 4° 3' 45" OL | 35389 | Meer afbeeldingen                                  |
| Klein Muiterij                                                                           | Woonhuis                  | 1646                         |           | Weg van Kodde 2      | 51° 34' 58" NB, 4° 5' 55" OL | 35390 | Klein Muiterij                                     |
| Aan de woning aangebouwde schuur met zwart geteerde houten zijwanden met pannen zadeldak | Boerderij                 |                              |           | Weg van Kodde 4      | 51° 34' 58" NB, 4° 5' 56" OL | 35391 | Upload foto                                        |